# Вёшки (Владимирская область)
Вёшки — село в Гусь-Хрустальном районе Владимирской области России, входит в состав сельского поселения «Посёлок Анопино».

## География
Расположено в 15 км к северо-востоку от города Гусь-Хрустальный.

## История
До 1764 года оно принадлежало Московскому Чудову монастырю по духовной Дмитрия Нармацкого 1562-63 г. "… село Вежки с деревнями". В дальнейшем встречаются и другие варианты наименования села - Вешек, Вешки, Вёшки. В толковых словарях русского языка можно найти два определения слова «вешка»: первое — пчелиная маточная ячейка; второе — знаковый шест для обозначения условного места (веха). В переписных книгах монастырских и церковных земель Владимирского уезда 1637—1647 гг. в Вешках уже значилась теплая деревянная церковь Вознесения Господа Иисуса Христа. А на старинной иконе Николая Чудотворца значилась надпись «1575 года сие моление Чудова монастыря слуги Филиппа Иванова сына Серова поставил в село Вешки к Вознесению Христову».
В 1832 году вместо сгоревшей церкви было начато строительство каменного храма, трапеза была отстроена и освящена в 1832 году, а главный храм в 1850 году. Престолов в храме было два: главный в честь Вознесения Господня, в приделе теплом в честь Казанской иконы Пресвятой Богородицы. В конце XIX века приход состоял из села Вешки и деревни Федотова, в которых по клировым ведомостям числилось 590 мужчин и 591 женщин. В Вешках с 1888 года существовала церковно-приходская школа, учащихся в 1896 году было 30. 
В конце XIX — начале XX века Вешки — крупное село в составе Давыдовской волости Меленковского уезда. 
С 1929 года село являлось центром Вешкинского сельсовета Гусь-Хрустального района, с 2005 года — в составе сельского поселения «Посёлок Анопино». 

## Население
| 1859 | 1897 | 1926 |
| ---- | ---- | ---- |
| 659  | 742  | 872  |

| 1859 | 1897 | 1905 | 1926 | 2002 | 2010 | 2021 |
| ---- | ---- | ---- | ---- | ---- | ---- | ---- |
| 659  | ↗742 | ↗865 | ↗872 | ↘116 | ↗120 | ↗133 |

## Достопримечательности
В селе расположена действующая Церковь Вознесения Господня (1832-1850)